# بالابر مغناطیسی
بالابر مغناطیسی دستگاهی است که از طریق نیروی مغناطیسی آهنرباهای دائمی که در آن قرار دارد می‌تواند قطعات سنگین آهنی را به راحتی و با اطمینان جابجا کند.
بالابرهای مغناطیسی در انواع دستی و الکتریکی موجود هستند.